# 埃及国徽
埃及國徽（阿拉伯语：شعار مصر）现行国徽是一面盾徽，1984年启用，繪有國旗的三色直條，置於一隻薩拉丁之鹰胸前。鷹爪抓住書有「阿拉伯埃及共和國」的飾帶。
1972－1984年間的埃及國徽圖案為一隻古萊什之鷹。

## 历史国徽

### 埃及省和赫迪夫时期
- 马穆鲁克王朝(1250－1517)
- 埃及省(1854－1963)
- 埃及的赫迪夫国(1867－1914)

### 苏丹国和王国时期
- 埃及苏丹国(1914－1922)
- 埃及王国(1922－1953)
- 埃及王国(1922－1953)

### 共和國時期
- 埃及共和国(1953－1958)
- 阿拉伯联合共和国 (1958－1972)
- 阿拉伯联邦共和国 (1972－1984)

### 1984年至今
- 阿拉伯埃及共和国（1984－）
- 阿拉伯埃及共和国（1984－）
- 阿拉伯埃及共和国（1984－）

## 其他徽章

埃及武装部队徽章
埃及空军军徽